# West Stewartstown
West Stewartstown es un lugar designado por el censo ubicado en el condado de Coös en el estado estadounidense de Nuevo Hampshire. En el Censo de 2010 tenía una población de 386 habitantes y una densidad poblacional de 234,33 personas por km².

## Geografía
West Stewartstown se encuentra ubicado en las coordenadas 44°59′26″N 71°31′49″O / 44.99056, -71.53028. Según la Oficina del Censo de los Estados Unidos, West Stewartstown tiene una superficie total de 1.65 km², de la cual 1.58 km² corresponden a tierra firme y (4.25%) 0.07 km² es agua.

## Demografía
Según el censo de 2010, había 386 personas residiendo en West Stewartstown. La densidad de población era de 234,33 hab./km². De los 386 habitantes, West Stewartstown estaba compuesto por el 98.7% blancos, el 0.26% eran afroamericanos, el 0.26% eran amerindios, el 0% eran asiáticos, el 0% eran isleños del Pacífico, el 0% eran de otras razas y el 0.78% pertenecían a dos o más razas. Del total de la población el 0% eran hispanos o latinos de cualquier raza.